# Орбітальна позиція

Точка стояння або Орбітальна позиція — положення супутника, що знаходиться на геостаціонарній орбіті.
Оскільки супутник, що знаходиться на геостаціонарній орбіті, обертається навколо Землі в площині екватора (0° широти), із заданою кутовою швидкістю (1 оберт/24 години) і завжди знаходиться над однією точкою земної поверхні, то для опису параметрів його орбіти достатньо вказати лише одну величину: довготу. Довгота дорівнює географічній довготі точки земного екватора, для якої супутник знаходиться в зеніті. Дана довгота і називається точкою стояння або орбітальною позицією.
Для кожної місцевості точки стояння геостаціонарних супутників є постійними, їх положення не змінюється з часом дня і протягом року; сукупність цих точок утворює так званий «пояс Кларка» для даної місцевості. Геостаціонарні супутники, завдяки наявності точок стояння, зручно використовувати для супутникового зв'язку: один раз зорієнтована антена завжди буде спрямована на вибраний супутник (якщо він не змінить позицію).

## Регулювання і виділення точок стояння
Регулюванням, виділенням і погодженням точок стояння і частотних діапазонів для супутників, що знаходяться на ГСО, займається Міжнародний союз електрозв'язку. Точки стояння, а також частотні діапазони зважаючи на їх обмеженість є значущим ресурсом держави. Вони можуть продаватися або здаватися в оренду іншим державам. В одній точці стояння може знаходитися декілька супутників, якщо їх частотні діапазони сильно відрізняються. Супутники, які використовують подібні або близькі частотні діапазони, повинні знаходитися на значній відстані один від одного. У деяких випадках відстань між супутниками має бути не менше 10 — 15°, що дозволяє розмістити на ГСО не більше 24 — 36 супутників однакового частотного діапазону. Враховуючи, що ця кількість припадає на всі країни світу, стає зрозуміло, наскільки значущим і дорогим є зв'язка «місце на ГСО / радіочастота».